# Lista de personagens de Confissões de Adolescente
Lista de personagens da série Confissões de Adolescente, da TV Cultura, exibida inicialmente nos Brasil a partir do dia 22 de agosto de 1994. Criada por Maria Mariana, a partir da obra literária da escritora, e adaptada por Daniel Filho, Euclydes Marinho, Domingos de Oliveira e Patrícia Perrone.

## Personagens

### Principais
| |                                                              |     |  |  |
| Diana | Maria Mariana                                                | 1-2 |  |  |
| Diana, 19 anos, é a mais velha e a narradora das histórias. Ela e Bárbara dividem o mesmo quarto e são filhas do primeiro casamento de Paulo com Helena (Marieta Severo), que abandonou as duas quando pequenas e reapareceu no episódio “Mamãe Noel”. Assume o papel de mãe para as irmãs mais novas, dando conselhos e dicas, mas às vezes, também precisa de ajuda, como no episódio “Que Droga!”, em que ela se envolve com Joel (Roberto Bataglin), um rapaz viciado em drogas e passa a se rebelar, e em “Ainda Não!”, no qual, após ter relações com Kiko (Manitou Felipe), descobre estar grávida, e decide fazer um aborto. Gosta muito de escrever, e com seu talento, consegue um emprego no episódio “A Lei de Paulo” e conquista um rapaz em “Histórias de Amor”. Mas, no episódio “Por Um Triz”, depois de discutir com todos, Diana é atropelada e fica entre a vida e a morte, mas sobrevive. Na segunda temporada, Bárbara vai estudar na França e passa a morar com uma família francesa. |                                                              |     |  |  |
| Barbara | Georgiana Góes                                               | 1-2 |  |  |
| Bárbara tem 17 anos, é esperta, prática e mais experiente que suas irmãs em alguns assuntos, como a perda da virgindade. Cursa o segundo grau, e ainda não sabe o que quer da vida, se preocupando apenas em viver suas aventuras com seus amigos. Ela e Diana são filhas do primeiro casamento de Paulo com Helena (Marieta Severo), que saiu de casa quando Bárbara era recém-nascida e só retornou no episódio “Mamãe Noel”. Esse fato despertou muita revolta em Bárbara, que se mostrou mais ressentida com o abandono da mãe. No episódio “A Lei de Paulo”, Bárbara tem que arranjar um emprego para sobreviver sem a mesada do pai. Para isso, inicialmente vai vender chicletes no sinal, mas o pai descobre e a proíbe. Depois, começa a mixar músicas, e faz sucesso. No episódio “Bárbara Vai à Luta”, arruma um emprego numa loja e depois num restaurante para conseguir dinheiro para viajar à Europa, mas acaba demitida dos dois empregos, e depois se descobre no ramo das comunicações ao passar por uma rádio onde sua irmã Diana fará uma entrevista, passando a trabalhar lá de graça. Em "Maria Vai Com As Outras", é mostrado que sua melhor amiga é Joana, uma garota que vive na França, e quando retorna, está vestida com roupas heavy metal e maquiagem borrada nos olhos. Barbara começa a se influenciar pela atitude nova da amiga e começa a mudar o visual e o comportamento, chegando até a colocar um piercing no nariz, mas ao descobrir que a amiga apenas finge ser descolada e que sua vida é mais regrada, Bárbara desiste de copiá-la e de ir para a França com ela. Entra em conflito com o pai por não saber o que quer da vida no episódio "O Que Eu Vou Ser Quando Crescer", mas no fim, decide-se por Astronomia. No episódio “A Eleição”, se revela como uma adolescente alienada que não se importa com a política, com Carol revelando que Bárbara só ia para as passeatas dos caras-pintadas para arranjar namorado , e trata os anseios de suas irmãs com indiferença. Mas, no episódio “Por Um Triz”, ela fica muito preocupada com sua irmã mais velha quando ela sofre um acidente, e no episódio “Ainda Não!”, Bárbara apoiou Diana quando esta ficou grávida. Na segunda temporada, Bárbara quase não aparece, tendo apenas algumas aparições por telefone. |                                                              |     |  |  |
| |                                                              |     |  |  |
| Natália | Danielle Valente                                             | 1-2 |  |  |
| Natália tem 16 anos, é romântica, frágil e sonhadora. É filha do primeiro casamento da segunda mulher de Paulo, e no episódio “Um Realce Pro Papai”, demonstra sentir ciúmes dele quando suas irmãs propõem que ele arranje uma nova namorada. É bastante tímida, se acha feia e rejeitada por ter perdido a mãe e não ter contato com seu verdadeiro pai. Divide o quarto com Carol e se vê às voltas com a bagunça da garota. Possui uma agenda, na qual revela seus maiores segredos, e chega a ficar doente quando a perde, no episódio “A Tragédia”. No episódio “O primeiro beijo”, revela nunca ter beijado, e em “Essa Tal de Virgindade”, revela ainda ser virgem. No episódio “Chegou o Verão”, é Natália quem aconselha as irmãs mais velhas a não se preocuparem tanto com o corpo e com a aprovação dos garotos do condomínio. Apesar de ser sempre a mais certinha e comportada das irmãs, acaba suspensa no episódio “O Guru”, por ter acendido um incenso em sala de aula. No episódio “Que Droga!”, sua irmã menor, Carol, tenta ajuda-la a ser menos retraída, levando-a para uma festa e obrigando-a a beber até conseguir falar com o garoto que está a fim, mas o plano dá errado e Natália acaba vomitando no rapaz. Em “A Lei de Paulo”, Natália arranja um emprego como babá para conseguir mais dinheiro após perder suas regalias, mas tem dificuldades. Demonstra ser bastante ansiosa no episódio "A Eleição", no qual tem crises diárias de diarreia enquanto se prepara para uma apresentação de balé. Sua melhor amiga é Ingrid (Sabrina Rosa), que tem um temperamento distinto do seu, sendo mais irônica e despojada. Ela, assim como Carol, tenta ajudá-la a ser menos tímida com os rapazes, e idolatra Bárbara, por achá-la um exemplo, despertando os ciúmes de Natália. |                                                              |     |  |  |
| |                                                              |     |  |  |
| Carol | Deborah Secco (1ª temporada) / Camila Capucci (2ª temporada) | 1-2 |  |  |
| A caçula das irmãs tem 13 anos, e é esperta, palhaça, divertida e muito alegre, mas também tem os seus dias de mau-humor. É fruto do segundo casamento de Paulo, e de vez em quando, se entristece ao lembrar da morte da mãe. Tem um jeito mais descolado e masculinizado do que as irmãs, preferindo roupas largas, boné e calça jeans. Gosta de jogar futebol e desperta a paixão de um colega de time, Danton (Dudu Azevedo). É irônica, não gosta de ser tratada como criança pelas irmãs, muito menos de fazer amizades com mulheres por considerá-las pedantes, preferindo a companhia dos meninos, embora sua melhor amiga seja uma garota: Juba (Mariana Oliveira), com quem sempre conversa e sabe que pode contar. A amizade das duas quase foi abalada quando Carol se torna mais próxima de Mariana (Leandra Leal), no episódio “A Melhor Amiga”, e no episódio “A Mulher Moderna”, no qual tem sua primeira menstruação e tem que escolher entre participar da final do campeonato de futebol e ir à festa de aniversário de Juba. Logo no primeiro episódio da série (“O primeiro beijo”), Carol dá seu primeiro beijo, numa brincadeira entre os amigos. No episódio “O Maior”, demonstra ser muito fã do cantor de heavy-metal Ed Gil, e tenta a todo custo conhece-lo, ignorando seu amigo Danton e enviando cartas e mais cartas para o cantor num concurso que tinha como prêmio conhece-lo pessoalmente, mas quando consegue, se desencanta por ele ao vê-lo bêbado e agindo com ignorância. Tem seu primeiro porre em “Liberdade tem Limite”, depois de ser dispensada por seu namoradinho bad-boy Kill (Caio Junqueira). Gosta de pregar peças nas irmãs (como no episódio "Chegou o Verão", em que ela desregula a balança da casa) e também na escola, quando forma um grupinho para sabotar as aulas do colégio e aprontar pegadinhas para os professores, juntamente com Juba, Danton, Lia e Mariana, no episódio "Despertar da Primavera". Demonstra ter tino para os negócios e habilidade para consertar eletrodomésticos no episódio “A Lei de Paulo”, mas perde seu dinheiro por ter matado as aulas do colégio para trabalhar e por ter sido a agiota de suas irmãs mais velhas. Também se envolve em política, se candidatando para a presidência do grêmio estudantil no episódio “A Eleição”, e desmascara seu oponente Cléber (Theo de Abreu) ao saber que ele estava comprando votos. |                                                              |     |  |  |
| |                                                              |     |  |  |
| Paulo | Luis Gustavo                                                 | 1-2 |  |  |
| Paulo tem 52 anos, é advogado e o pai solteiro das meninas. Diana e Bárbara são filhas de seu primeiro casamento, e Carol, do segundo. Já Natália é sua enteada, filha de uma namorada que faleceu. Se diz contra a violência, castigo, punições e acreditar numa educação baseada na confiança. Ele tenta acompanhar essa fase das garotas, tentando ser moderno e compreensivo, mas não consegue, pois volta e meia tem atitudes consideradas caretas pelas garotas, que na verdade, não passam de tentativas de impor limites, mostrar a elas o bom exemplo e punir seus erros, como no episódio “A Lei de Paulo”, em que ele corta os privilégios das filhas após ver que as contas de luz e de telefone aumentaram, e em "O Que Eu Vou Ser Quando Crescer", quando repreende sua filha Bárbara por ela não querer fazer faculdade, pressionando-a a fazer Direito. Desde a morte da esposa, nunca mais teve outra mulher, e suas filhas tentam mudar essa realidade no episódio “Um Realce Pro Papai”, promovendo uma festa para que ele encontre a mulher perfeita. Ao descobrir, fica irritado com as filhas, mas engata um relacionamento com Lígia (Ana Kfuori), a moça “escolhida” pelas garotas. No episódio “Ainda Não!”, fica furioso quando Diana revela estar grávida, e as outras filhas se voltam contra ele, até que ele perdoe a mais velha. Se sente arrependido de ter brigado com Diana quando esta sofre um grave acidente em “Por Um Triz”. |                                                              |     |  |  |

### Secundários
| |                  |     |  |  |
| Juba | Mariana Oliveira | 1-2 |  |  |
| Juba é a melhor amiga de Carol (Deborah Secco). A garota tem 13 anos e tende a se vestir completamente igual à Carol, com blusa larga, boné e jeans, além do cabelo comprido, sendo diferente de Carol apenas no interesse por namorar. Juba se interessa por meninos e detesta futebol, por achar anti-feminista. A garota é a amiga mais fiel de Carol, guardando os segredos da garota mesmo quando as duas brigam no episódio "Uma Mulher Moderna". Junto com Danton (Dudu Azevedo), Mariana (Leandra Leal), Lia (Gabriela Costa) e Carol, Juba prega peças nos professores do colégio e mostra-se contra a professora de matemática, Dona Terezinha (Analu Prestes). No episódio "Liberdade Tem Limíte" sua mãe diz que seu nome verdadeiro é Juliana e mostra-se contra a amizade entre as duas meninas, por classificar Carol como má influência para Juba, pela menina ser criada apenas pelo pai. |                  |     |  |  |
| |                  |     |  |  |
| Lia | Mila Chaseliov   | 1-2 |  |  |
| Lia é amiga de Carol (Deborah Secco). Junto com Danton (Dudu Azevedo), Mariana (Leandra Leal), Juba (Mariana Oliveira) e Carol (Deborah Secco) formou um grupo no colégio para pregar peças nos professores, sendo a mais tímida e misteriosa do grupo. A garota chegou a roubar o gabarito da prova final no episódio "Despertar da Primavera". Já no episódio "O Primeiro Beijo" Lia mente que beijou um menino por meia-hora seguida, chegando a deixa-lo roxo pela falta de ar, sendo desmentida por Carol. |                  |     |  |  |
| |                  |     |  |  |
| Danton | Dudu Azevedo     | 1-2 |  |  |
| Danton é amigo de Carol (Deborah Secco), além de ser apaixonado pela garota. Danton é desligado e vai mal nas notas escolares por estar sempre pensando em comer. O garoto ainda joga no time de futebol junto com Carol e participa da Chapa escolar. Para conquistá-la, Danton a leva para o show do cantor preferido dela, Ed Gil, mas acaba abandonado pela garota que o deixa para correr atrás do carro do artista. Porém, depois de conhecer o ídolo pessoalmente, Carol pede desculpas ao amigo por sua atitude. |                  |     |  |  |
| |                  |     |  |  |
| Mariana | Leandra Leal     | 1-2 |  |  |
| Mariana é amiga de Carol (Deborah Secco). No início da temporada as garotas não eram próximas, chegando a brigarem quando Mariana deixou de convidar Carol para uma festa por classifica-la muito nova no grupo de amigos, porém ficando amigas no decorrer dos episódios. Mariana é a menina mais rica da turma, sendo também a mais inteligente e vaidosa, além de sempre estar interessada em conhecer meninos. |                  |     |  |  |
| |                  |     |  |  |
| Ingrid | Sabrina Rosa     | 1-2 |  |  |
| Ingrid é a melhor amiga de Natália (Danielle Valente). Aos 16 anos a garota é a mais nova de dois irmãos. Diferente de Natália que é timida, Ingrid é despojada e comunicativa, porém recorrentemente, tende a criticar as pessoas e ser irônica. Além disso Ingird é prática e direta com os garotos, como no episódio "O Primeiro Beijo" em que Natália está interessada em Marcelinho (Luiz Fernando Petzhold) e Ingrid tenta se encarregar de apresenta-lo para a amiga. A garota ainda idolatra Diana (Maria Mariana) por acha-la mais madura e um exemplo de mulher. |                  |     |  |  |
| |                  |     |  |  |
| Dona Terezinha | Analu Prestes    | 1   |  |  |
| Tereza é a professora de matemática da turma de Carol (Deborah Secco), Juba (Mariana Oliveira), Danton (Dudu Azevedo), Mariana (Leandra Leal) e Lia (Gabriela Costa), sendo também professora da turma de Natália (Danielle Valente) e Ingrid (Sabrina Rosa), além de se tornar a coordenadora do colégio no meio da primeira temporada. Dona Terezinha, como é conhecida, é conhecida por ser muito rigorosa e por não ter paciência com os alunos. No episódio "O Guru", Dona Terezinha se diz católica apostólica-romana e suspende Natália (Danielle Valente) do colégio ao pegar a garota com incenso na sala de aula, acusando-a de fazer macumba. No episódio “A Eleição”, confessa não gostar do engajamento político dos alunos e diz que sente falta da Ditadura Militar. |                  |     |  |  |

## Ligações Externas
- Confissões de Adolescente
- InfanTv - Confissões de Adolescente
- Confissões de Adolescente - Teledramaturgia